# ایتالو تایو
ایتالو تایو (ایتالیایی: Italo Tajo؛ ‏ ۲۵ آوریل ۱۹۱۵ – ۲۸ مارس ۱۹۹۳) خواننده بیس اپرا اهل ایتالیا بود. وی بابت نقش‌هایش در اپراهای ولفگانگ آمادئوس موتسارت و جواکینو روسینی تحسین شده بود. او از سال ۱۹۶۶ استاد دانشگاه سینسینتی بود.
از فیلم‌هایی که وی در آن نقش داشته‌است، می‌توان به آرایشگر سویل و افسانه فاوست اشاره کرد.